# جائزة دان ديفيد

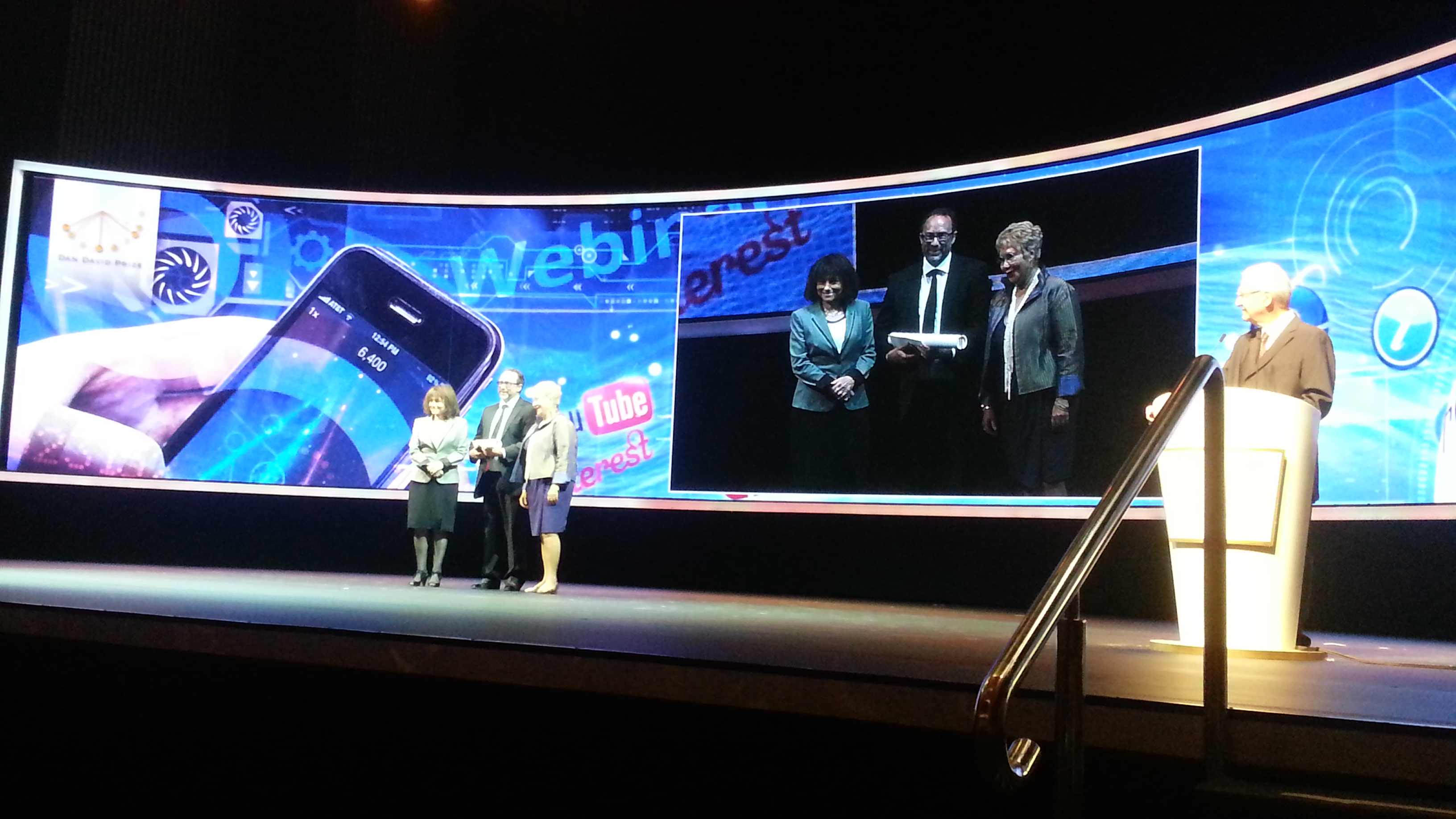
جيمي ويلز يُمنح الجائزة، جامعة تل أبيب، 2015

جائزة دان ديفيد جائزة إسرائيلية سنوية. تقدم للمتميزون في العلوم والتكنوجيا والرعاية الاجتماعية أو الثقافة.

## وصلات خارجية
- الموقع الإلكتروني